# Браси (Нијевр)
Браси (фр. Brassy) насеље је и општина у источном делу централне Француске у региону Бургоња, у департману Нијевр која припада префектури Кламси.
По подацима из 2011. године у општини је живело 626 становника, а густина насељености је износила 11,56 становника/km². Општина се простире на површини од 54,15 km². Налази се на средњој надморској висини од 410 метара (максималној 652 m, а минималној 387 m).

## Демографија
| 1962. | 1968. | 1975. | 1982. | 1990. | 1999. | 2011. |
| ----- | ----- | ----- | ----- | ----- | ----- | ----- |
| 697   | 774   | 693   | 637   | 569   | 574   | 626   |

График промене броја становника у току последњих година